# Elezioni europee del 1979 nei Paesi Bassi
Le elezioni europee del 1979 nei Paesi Bassi si sono tenute il 10 giugno.

## Risultati
| Liste  | Liste                                           | Gruppo | Voti      | %     | Seggi |
| ------ | ----------------------------------------------- | ------ | --------- | ----- | ----- |
|        | Appello Cristiano Democratico                   | PPE    | 2.017.743 | 35,60 | 10    |
|        | Partito del Lavoro                              | SOC    | 1.722.240 | 30,39 | 9     |
|        | Partito Popolare per la Libertà e la Democrazia | LD     | 914.787   | 16,14 | 4     |
|        | Democratici 66                                  | NI     | 511.967   | 9,03  | 2     |
|        | Partito Politico Riformato                      | -      | 126.412   | 2,23  | -     |
|        | Partito Comunista dei Paesi Bassi               | -      | 97.343    | 1,72  | -     |
|        | Partito Socialista Pacifista                    | -      | 97.243    | 1,72  | -     |
|        | Partito Politico dei Radicali                   | -      | 92.055    | 1,62  | -     |
|        | Alleanza Politica Riformata                     | -      | 62.610    | 1,10  | -     |
|        | Lista Leschot                                   | -      | 24.903    | 0,44  | -     |
| Totale | Totale                                          | Totale | 5.667.303 |       | 25    |